# 알렉시우스 마이농

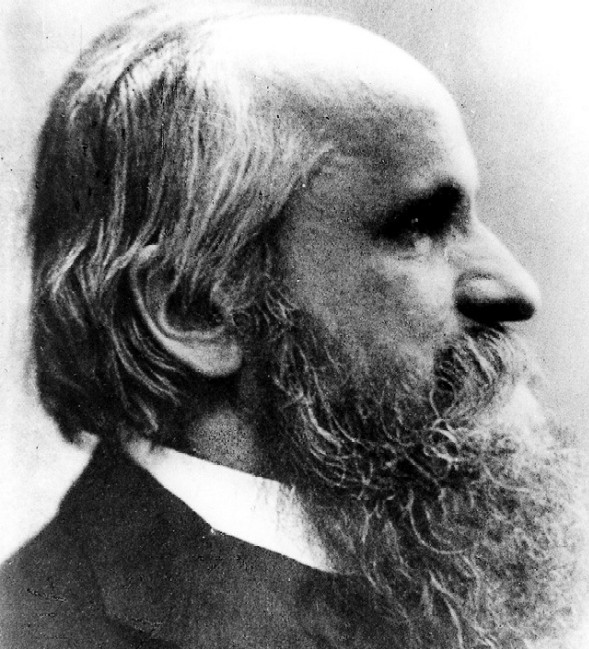
알렉시우스 마이농

알렉시우스 마이농 폰 한트슈흐스하임 기사(독일어: Alexius Meinong Ritter von Handschuchsheim, 1853년 7월 17일~1920년 11월 27일)는 오스트리아의 철학자, 작가이다. 스승이던 프란츠 브렌타노의 영향을 받아 심리와 언어에 관한 여러 탐구를 했으며, 독창적인 존재론적 논증들로도 알려져 있다.

## 생애
1853년 오스트리아 제국 렘베르크(현재의 우크라이나 리비우)의 귀족 가문에서 태어났다. 오스트리아 빈의 김나지움에서 공부하고 빈 대학교 법학대학에 들어갔으나 곧 철학으로 관심을 돌린다. 곧 그는 철학자 프란츠 브렌타노의 제자가 되어 철학을 공부하였는데, 후에 스스로는 브렌타노의 영향을 크게 받지 않았다고 주장했으나 많은 철학사 연구자들은 이를 부정한다. 1882년 그라츠 대학교의 철학 교수가 되어 죽을 때까지 그라츠에 머무른다.

## 철학
마이농은 초기에 영국 경험주의 철학의 영향을 받아 데이비드 흄에 대한 논문을 써 추상 이론과 관계 이론을 다루었다. 이후 발표한 논문 "대상 이론"(Über Gegenstandstheorie)에서 실존하지 않고 표현될 수 있을 뿐인 (지향성의) 대상을 충분히 존재로 간주할 수 있음을 주장했다. 이러한 것들이 실제로 존재한다고 가정되는 상상적인 장소를 마이농의 정글(Meinong's jungle)이라 하며 이후 가능세계론을 옹호하는 양상 논리 실존주의자들에 의해 재조명받았다.

## 같이 보기
- 프란츠 브렌타노
- 가능세계론
- 카지미에시 트바르도프스키